# Thelotornis kirtlandii
Thelotornis kirtlandii é uma espécie de serpente venenosa da subfamília Colubrinae, pertencente à família Colubridae. A espécie é endêmica da África.

## Descrição
Quando adulta, T. kirtlandii geralmente apresenta um comprimento total (incluindo a cauda) de 0,9 a 1,4 m. O maior comprimento total registrado é de 1,6 m. O corpo e a cauda são muito finos e possuem seção transversal cilíndrica. A cauda é muito longa, representando de 33% a 42% do comprimento total. As escamas dorsais estão dispostas em 19 fileiras no meio do corpo e são ligeiramente quilhadas. A parte superior da cabeça é verde, enquanto os lábios superiores e o queixo são brancos. Dorsalmente, o corpo e a cauda são de coloração marrom-acinzentada. Ventramente, a serpente é cinza-clara, com manchas pretas.

## Etimologia
O epíteto específico, kirtlandii, é uma homenagem ao naturalista americano Jared Potter Kirtland.

## Distribuição geográfica
T. kirtlandii é encontrada na África Subsariana, ao sul até uma latitude de aproximadamente 17° S. Foi registrada em Angola, Benin, Camarões, República Centro-Africana, Congo, República Democrática do Congo, Guiné Equatorial, Gabão, Gana, Guiné, Guiné-Bissau, Costa do Marfim, Quênia, Libéria, Nigéria, Serra Leoa, Somália, Tanzânia, Togo, Uganda e Zâmbia.

## Habitat
Os habitats naturais preferidos de T. kirtlandii são florestas e savanas, em altitudes que variam do nível do mar até 2.200 m, mas também pode ser encontrada em plantações artificiais.

## Comportamento
A T. kirtlandii é diurna, sendo tanto arborícola quanto terrestre.

## Dieta
A T. kirtlandii se alimenta de sapos, lagartos, pássaros e seus ovos.

## Reprodução
A T. kirtlandii é ovípara. O tamanho da ninhada varia de quatro a dez ovos.

## Veneno
A T. kirtlandii produz um veneno de ação lenta, mas potencialmente letal. Ele causa a não coagulação do sangue e insuficiência renal. Não há soro antiofídico disponível.